# بنك وادي السيليكون
بنك وادي السيليكون (بالإنجليزية: Silicon Valley Bank)‏ كان مصرفًا تجاريًّا أمريكيًّا يقع مقره الرئيسي في سانتا كلارا، كاليفورنيا. في 10 مارس 2023 انهار البنك وأغلقت الجهات الرقابية الأمريكية البنك، وسيطروا على ودائع العملاء في أكبر انهيار لبنك أمريكي منذ عام 2008. أدى ذلك إلى موجة انخفاضات ضربت أسهم قطاع البنوك في الولايات المتحدة وامتدت إلى أسواق آسيا وأوروبا أيضا.